# Drúwaith Iaur
Drúwaith Iaur is een fictieve landstreek uit de boeken van J.R.R. Tolkien die een kustgebied ten zuiden van de rivier Isen omvat.
De vertaling uit het Sindarijns luidt: Oude Púkel-land. Het was een van de laatste woongebieden van het volk van de Wozen. Ten tijde van de Oorlog om de Ring woonden verwanten van dit volk in het Drúadan-bos; zij verleenden de Rohirrim een veilige doorgang toen zij onderweg waren om Minas Tirith te hulp te komen.